# Ian Stevenson
Ian Pretyman Stevenson (Montreal, 31 de Outubro de 1918 — Charlottesville, 8 de Fevereiro de 2007), M.D., foi um cientista e professor de psiquiatria da Universidade da Virginia; um dos mais importantes pesquisadores na temática das experiências espirituais. A sua pesquisa incluía principalmente o tema da reencarnação, a problemática do relacionamento entre mente e cérebro e a continuidade da personalidade após a morte. O astrofísico e divulgador da Ciência Carl Sagan supostamente expressou que o trabalho deste psiquiatra era um dos poucos estudos sobre um fenômeno paranormal que merecia ser analisado, mas é possível que a sua opinião tenha sido distorcida.

## Biografia
Ian Stevenson cresceu em Ottawa, onde seu pai era o correspondente canadense para o New York Times. Sua mãe, por sua vez, fez com que Stevenson se interessasse por Teosofia. Estudou na Universidade de St. Andrews, na Escócia, e na Universidade McGill, em Montreal, onde graduou-se em 1942 e especializou-se em 1943, sendo o primeiro de sua classe. Nos anos de 1950, inspirado por um encontro com Aldous Huxley, tornou-se um pioneiro no estudo médico sobre os efeitos do LSD.
Em 1957 Stevenson foi nomeado chefe do Departamento de Psiquiatria e Ciências Neurocomportamentais da Universidade da Virgínia. A sua principal pesquisa incluía doenças psicossomáticas, compêndios sobre pacientes entrevistados e exames psiquiátricos.
Em 1958 e 1959, Stevenson escreveu ativamente na conceituada revista Haper, incluindo temas como doenças psicossomáticas e percepção extra-sensorial, e em 1958, foi o vencedor em uma competição de ensaios sobre fenômenos paranormais e vida após a morte promovida pela organização parapsicológica American Society for Psychical Research, em homenagem a um dos pioneiros da área, William James (1842-1910). A partir daí Stevenson se aprofundou muito mais nos fenômenos paranormais, se tornando o fundador da moderna pesquisa científica a respeito da reencarnação e ficando famoso por recolher e analisar meticulosamente casos de crianças as quais pareciam lembrar de vidas passadas sem o auxílio da hipnose. Após a publicação de seu primeiro ensaio sobre reencarnação em 1966, o inventor da fotocopiadora, Chester Carlson, custeou as suas primeiras visitas de campo à Índia e ao Sri Lanka. Quando Carlson faleceu (1968), legou um milhão de dólares para manter uma cadeira na Universidade da Virgínia, e mais um milhão de dólares para o próprio Stevenson, com o intuito de que a pesquisa sobre a reencarnação não parasse. O trabalho de pesquisa sobre reencarnação realizado pelo psiquiatra também recebeu significativo apoio financeiro de Eileen J. Garrett (1893-1970), um dos fundadores da Parapsychological Fundation.

### Setor de estudos da personalidade
Em 1967, Stevenson foi escolhido como Diretor do Setor de Estudos da Personalidade (posteriormente recebendo o nome de "Setor de Estudos da Percepção"), que funciona ainda hoje com objetivo de realizar investigação de fenômenos paranormais através de métodos científicos.
Stevenson continuou a administrar pesquisa de campo adicional sobre reencarnação na África, Alasca, Colúmbia Britânica, Birmânia, Índia, América do Sul, Líbano, Turquia e muitas outras localidades. As crianças estudadas normalmente se lembravam de suas experiências passadas entre os dois e os seus quatro anos de idade, mas pareciam esquecê-las por volta dos sete ou oito anos. Em seus relatos, mencionavam frequentemente terem morrido de forma violenta e, além disso, as lembranças de como haviam morrido eram aparentemente claras. Stevenson também reuniu testemunhos, assim como registros médicos contendo informação a respeito de sinais de nascença, defeitos de nascimento e outras evidências físicas de reencarnação.
Stevenson publicou apenas para as comunidades científica e acadêmica, e seus mais de 200 artigos e vários livros - trazendo ricos detalhes de pesquisa e argumentos acadêmicos - podem ser técnicos demais para um público leigo. Sua pesquisa, com mais de 3.000 estudos de casos, fornece evidências discutidas por Stevenson, apoiando a possibilidade de reencarnação, apesar de ele mesmo ter sido sempre muito cauteloso ao se referir a elas como "casos sugestivos de reencarnação" ou "casos do tipo de reencarnações".
Alguns de sua área questionaram a metodologia e a objetividade de Stevenson em tecer conclusões a partir de suas pesquisas.  O próprio Stevenson reconheceu uma limitação em seu argumento sobre reencarnação, a qual Tom Shroder, editor do Washington Post, chamou de "erro fatal": a ausência de qualquer evidência de um processo físico, pelo qual uma personalidade poderia sobreviver à morte e se transferir para outro corpo.

### Aposentadoria
Stevenson aposentou-se em 2002, deixando o seu trabalho para sucessores, dirigidos pelo Dr. Bruce Greyson. Dr. Jim Tucker, um psiquiatra infantil, continua com trabalho de Ian Stevenson com crianças, concentrando-se em casos norte-americanos.
Stevenson casou-se com Margaret Pertzoff em 1985. A sua ex-mulher, Octavia Reynolds, morreu em 1983. Stevenson morreu de pneumonia na comunidade para aposentados de Blue Ridge em Charlottesville, na Virginia.

## Publicações

### Livros
- Twenty Cases Suggestive of Reincarnation. (1966). (Second revised and enlarged edition 1974), University of Virginia Press, ISBN 0813908728
- Cases of the Reincarnation Type Vol. I: Ten Cases in India, (1975). University of Virginia Press.
- Cases of the Reincarnation Type Vol. II: Ten Cases in Sri Lanka. (1978). University of Virginia Press.
- Cases of the Reincarnation Type Vol. III: Twelve Cases in Lebanon and Turkey. (1980). University of Virginia Press.
- Cases of the Reincarnation Type Vol. IV: Twelve Cases in Thailand and Burma. (1983). University of Virginia Press.
- Unlearned Language: New Studies in Xenoglossy. (1984). University of Virginia Press, ISBN 0813909945
- Reincarnation and Biology: A Contribution to the Etiology of Birthmarks and Birth Defects Volume 1: Birthmarks and Reincarnation and Biology: A Contribution to the Etiology of Birthmarks and Birth Defects Volume 2: Birth Defects and Other Anomalies. (1997). (2 volumes), Praeger Publishers, ISBN 0-275-95282-7
- Where Reincarnation and Biology Intersect. (1997). Praeger Publishers, ISBN 0-275-95282-7 . (A short and non-technical version of the scientific two-volumes work, for the general reader)
- Children Who Remember Previous Lives: A Quest of Reincarnation. (2001). McFarland & Company, ISBN 0-7864-0913-4 , (A general non-technical introduction into reincarnation-research)
- European Cases of the Reincarnation Type. (2003). McFarland & Company, ISBN 0786414588

### Artigos selecionados
- "The Explanatory Value of the Idea of Reincarnation" (1977) Journal of Nervous and Mental Disease, 164:305-326.
- "American Children Who Claim to Remember Previous Lives" (1983) Journal of Nervous and Mental Disease, 171:742-748.
- "The Belief in Reincarnation Among the Igbo of Nigeria" (1985) Journal of Asian and African Studies, XX:13-30.
- "Characteristics of Cases of the Reincarnation Type Among the Igbo of Nigeria" (1986) Journal of Asian and African Studies, XXI:204-216.
- "Birthmarks and Birth Defects Corresponding to Wounds on Deceased Persons", (1993). Journal of Scientific Exploration, 7:403-410.
- (with Cook, E.W., Greyson, B.) (1998).  "Do Any Near-Death Experiences Provide Evidence for the Survival of Human Personality after Death? Relevant Features and Illustrative Case Reports",Journal of Scientific Exploration, 12(3): 377-406.
- "Past lives of twins"(1999). Lancet, Apr 17; 353(9161):1359-60.
- "The phenomenon of claimed memories of previous lives: possible interpretations and importance"(2000). Medical Hypotheses, 54(4), 652-659.
- "Ropelike Birthmarks on Children Who Claim to Remember Past Lives" (2001). Psychological Reports, Aug 89(1):142-144.
- (with Pasricha, S.K., Keil, J. and J.B. Tucker), (2005). "Some Bodily Malformations Attributed to Previous Lives" Journal of Scientific Exploration 19(3):359-383.

## Livros e artigos sobre Ian Stevenson
- FOX, Margalit. (2007). "Ian Stevenson, Academic Psychiatrist Who Studied Claims of Past Lives, Dies at 88."  New York Times, February 18, p. 27.
- KELLY, Emily  W. (2013). Science, The Self, and Survival After Death: Selected Writings of Ian Stevenson. Rowman & Littlefield Publishers.
- SHRODER, Tom (1999). Almas antigas: a busca de evidências científicas da reencarnação. Sextante.
- SPENCE, Lewis. "Stevenson, Ian", Encyclopedia of Occultism and Parapsychology. Kessinger Publishing, 2003.
- STANFORD, Rex. "Ian Stevenson: A Man from Whom We Should Learn", Journal of Scientific Exploration, 22(1), pp. 120–124, 2008.
- TUCKER, Jim B. (2005). Life Before Life: A Scientific Investigation of Children's Memories of Previous Lives. St. Martin's Press.